# Dice

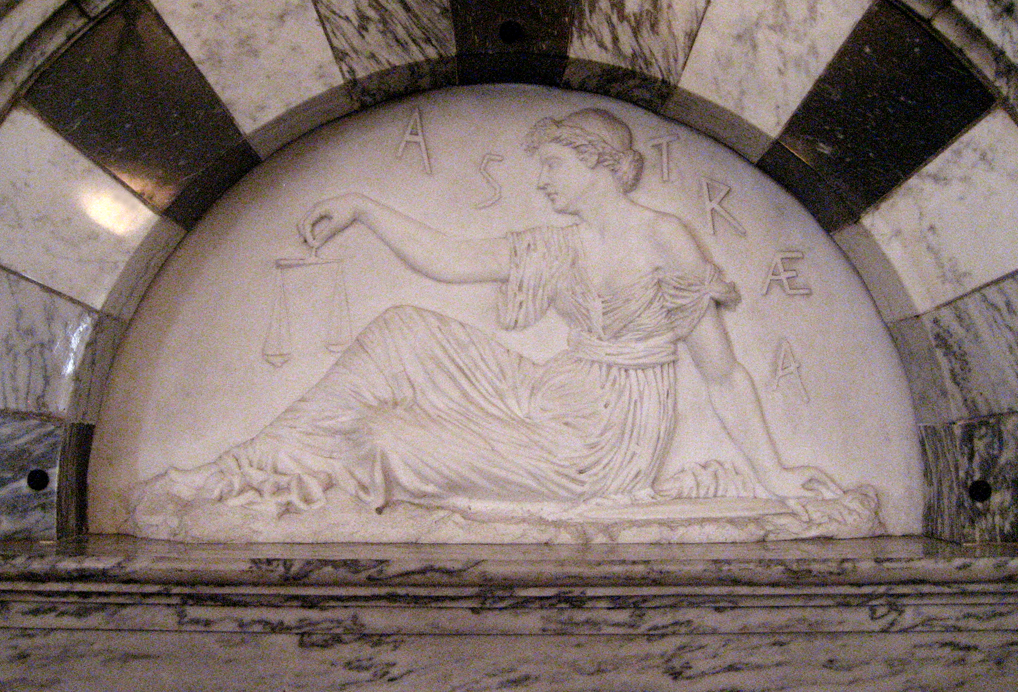
Figura de Dice en la sala de la Corte Suprema de Vermont State House.

Dice, Dicea o Dike (en griego: Δίκη, Díkê) es, en la mitología griega, la personificación de la «Justicia», como a veces es traducido. La diosa representa la justicia en el mundo humano. En algunas fuentes romanas aparece con el nombre de Astrea (en griego: Ἀστραία o Ἀστραίη, latín: Astraea). Su equivalente en la mitología romana era Iustitia, que también se adapta como «Justicia». En los textos órficos también puede aparecer como Diceósina.

## Familia
Según la Teogonía de Hesíodo, era una hija de Zeus y Temis:
«En segundo lugar [Zeus], se llevó a la brillante Temis que parió a las Horas, a Eunomía, a Dice y a la floreciente Irene, las cuales protegen las cosechas de los hombres mortales; y a las Moiras, a quienes el prudente Zeus otorgó la mayor distinción».
Mientras su madre representaba la justicia divina, ella personificaba la justicia en el mundo de los hombres. Los poetas romanos, en cambio, y siempre en contextos acerca de catasterismos, la hacían hija de Astreo y Eos: 
«Hesíodo la llama hija de Júpiter (Zeus) y Temis. Arato dice que se cree que es hija de Astreo y Aurora (Eos), que vivió en la época de la Edad de Oro de los hombres y fue su líder».
Hesiquía (Ἣσυχια), esto es, la «Tranquilidad» de espíritu, era su hija alegórica, sin que se mencione consorte alguno.
Para los órficos Justicia (Dike) es engendrada por Ley (Nomos) y Piedad (Eusebia).

## Descripción
Dice vigilaba actos de los hombres y se acercaba al trono de Zeus con lamentos cada vez que un juez violaba la justicia. Era la enemiga de todas las falsedades, y la protectora de la sabia administración de la justicia. Con frecuencia se la llama auxiliar o consejera (πάρεδρος - paredro - o ξύνεδρος) de Zeus.
En las tragedias, Dice aparece como una divinidad que castiga severamente toda injusticia, vela por el mantenimiento de la justicia y penetra en los corazones de los injustos con la espada hecha para ella por Aisa. En este papel está estrechamente relacionada con las Erinias, aunque su cometido no es solo castigar la injusticia sino también recompensar la virtud. La idea de Dice como personificación de la justicia se desarrolla con mayor perfección en los dramas de Sófocles y Eurípides. Fue representada sobre el cofre de Cípselo como una hermosa diosa, tirando de Adicia (la injusticia) con una mano mientras con la otra sujetaba la vara con la que la golpeaba.
En el poema de Parménides se la nombra junto a su madre Temis, y recibe el epíteto de "la de los múltiples castigos".
Con el nombre de Astrea aparece en y Estacio, Silvas 14, 2. 

## Astrea y la constelación de Virgo

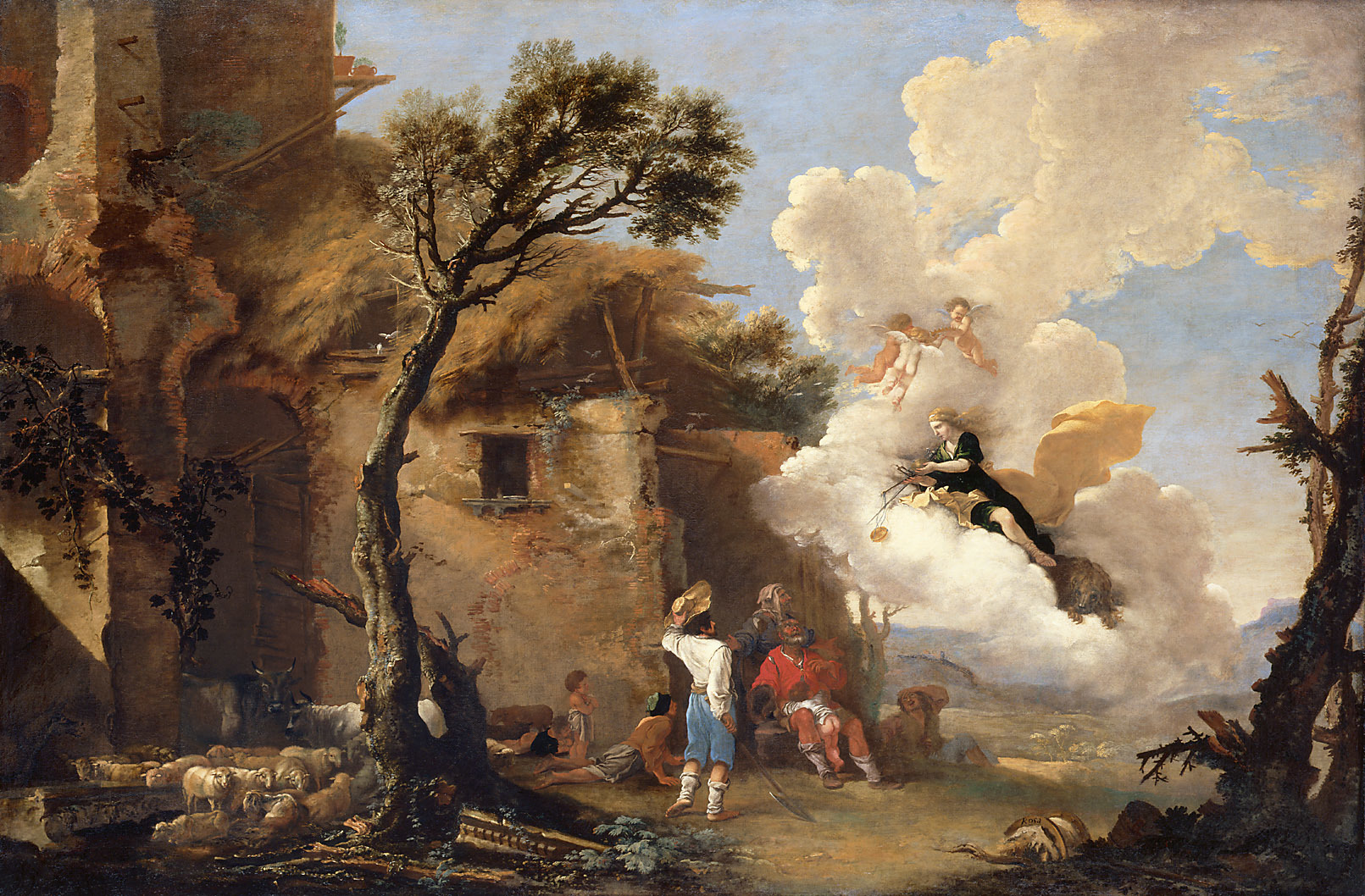
Astrea deja a los pastores, de Salvatore Rosa (mitad del).

De acuerdo con lo que relata Arato acerca del origen de la constelación de Virgo, Dice vivió sobre la tierra durante la Edad de oro y la Edad de plata, cuando no había guerras o enfermedades, los hombres todavía no sabían cómo navegar, y levantaban finas cosechas sin esfuerzo. Con el tiempo, los humanos se volvieron codiciosos, y Dice enfermó al contemplarlo. Proclamó:

¡Contemplad cuál raza los padres de la edad de oro dejan tras de sí! ¡Pero vosotros criaréis una descendencia más vil! De cierto guerras y derramamientos de sangre crueles serán para los hombres y grave aflicción se establecerá sobre ellos.
ARATO: Fenómenos 123

Tras hablar así, Dice abandonó a los hombres y se encaminó a las montañas pero cuando la raza de Bronce pobló la tierra, que estaba formada por hombres aún más perversos, Dice dejó definitivamente la tierra y voló hacia el cielo, donde formó la constelación de Virgo. La balanza que llevaba en las manos se convirtió en la cercana constelación de Libra.

Así en Lucano:
«No describen una órbita oblicua, ni el Escorpión emerge del horizonte más cercano a la perpendicular que el Toro, ni el Carnero regala parte de su tiempo a la Balanza, ni Astrea [Virgo] exige a los Peces que desciendan con lentitud. Quirón está al mismo nivel que los Gemelos, el húmedo Capricornio sube a la misma altura que el Cangrejo abrasador, y el León no más arriba que la Urna».
Así en Estacio:
«¡Existís, dioses del cielo y no es inexorable la labor que hila Cloto! La bienhechora Astrea, que mira por los hombros piadosos, vuelve, reconciliada con Júpiter (Zeus).»
Así en Ovidio:
«El hombre ansía la muerte de su esposa, ésta, la de su marido; malvadas madrastras mezclan brebajes de acónito que hacen palidecer, el hijo pregunta antes de tiempo por la edad de su padre. El amor filial yace derrotado, y la virgen Astrea abandona, la última de los inmortales, la tierra empapada en sangre».
Así en Juvenal:
«Pero luego Astrea se retiró lentamente hacia la sede de los dioses, acompañada por el Pudor (Pudicitia); ambos hermanos huyeron a un tiempo. Es algo más viejo que la nana, Postumo, hacer crujir el tálamo ajeno y despreciar el genio de la unión sagrada».
Así en Séneca:
«Desdeñada, huyó de las tierras y de las fieras costumbres de los hombres y de sus manos manchadas con sangrientas matanzas la virgen Astrea, honra de las estrellas».

## Diceósina (Dikaiosyne)
La forma Dikaiosýnē (Δικαιοσύνη) aparece solo dos veces en las fuentes, y a ella le está dedicada el himno órfico 63. Se la puede traducir por «Justicia», pero se diferencia de Díke (a quien está dedicado el himno órfico anterior) en que más bien expresa el sentimiento, la práctica o el concepto de justicia, que la Justicia en sí. Si ambas aparecen juntas se podrían adaptar como Justicia (Díke) y Equidad (Dikaiosýne). Otros nos dicen que el rey persa Darío ofreció un sacrificio en su nombre.